# Печатна преса
Печатната преса (също печатарска преса и печатарска машина) е полиграфическа преса, предназначена за печатане върху различни материали.
Печатарските машини се делят според начина си на работа на офсетни, флексографски, за висок и за дълбок печат. По типа на хартията печатните преси се делят на листови и ролни.
Текстовете на книгите, списанията и вестниците често се набират с помощта на редоотливни наборни машини – линотипи. Линотипът се състои от три основни апарата: наборен, отливен и разпределителен. Освен полуавтоматичните линотипни машини в полиграфията се използват и линотипни автомати с програмно управление. Сложни текстове, като речници на чужди езици, формули, таблици, обикновено се набират на монотипи – буквоотливни наборни машини. При монотипа редовете се набират от отделни букви. Производителността на тази машина е до 180 букви за една минута.
Лавинообразното нарастване на печатната индустрия затруднява дори бързите линотипи. Големите печатници разполагат с фотонаборни автомати, които работят още по-бързо. Един фотонаборен апарат може да „набере“ за една смяна толкова текст, колкото биха набрали няколко десетки линотипьора.